# The Show (concerto)
The Show è un concerto del girl group sudcoreano Blackpink, tenutosi in diretta streaming il 31 gennaio 2021. Utilizzato a supporto dell'album The Album, è stato un successo in termini di pubblico, con più di 280 000 di spettatori.

## Annuncio
Le Blackpink sarebbero dovute partire per una nuova tournée mondiale nell'estate 2020, ma i piani sono cambiati a causa della pandemia di COVID-19.
Il 23 novembre 2020 è stato diffuso il primo video promozionale del concerto, mentre il 2 dicembre successivo, tramite un secondo video, sono stati annunciati sia il nome che la data dello show: The Show fissato al 27 dicembre 2020. Successivamente, è stato annunciato che a causa delle nuove normative sulla pandemia di COVID-19 in Corea del Sud, il concerto sarebbe stato poi rimandato al 31 gennaio 2021. Nell'ambito di una partnership tra la YG Entertainment e YouTube Music, è stato il primo concerto della serie di spettacoli online dell'azienda chiamata YG Palm Stage. Lo show è stato disponibile esclusivamente sul canale YouTube del gruppo e includeva esecuzioni dei brani tratti da The Album, nonché un'anteprima del debutto solista del membro Rosé con il suo brano da solista, Gone.

## Sinossi
Lo spettacolo si è aperto con Kill This Love, a seguito di un video con panorami di città buie e vuote in tutto il mondo. Oltre alle esibizioni dal vivo, lo show includeva anche diverse tracce preregistrate. Ogni membro ha eseguito il proprio singolo da solista; Jennie ha eseguito la sua canzone Solo con nuovi testi rap scritti da lei, Rosé ha condiviso un'anteprima del suo singolo da solista Gone, mentre Jisoo e Lisa hanno eseguito una cover di Habits (Stay High) di Tove Lo e Sasy So di Doja Cat rispettivamente, entrambi aggiungendo nuovi testi scritti da sé. Il concerto si è concluso con l'encore di Forever Young in cui il palco era pieno di messaggi dei Blinks (il nome del fandom delle Blackpink).

### Scaletta
1. Kill This Love
2. Crazy Over You
3. How You Like That
4. Don't Know What to Do
5. Playing with Fire
6. Lovesick Girls
7. Habits (Stay High) (cover di Tove Lo) (assolo di Jisoo)
8. Say So (cover di Doja Cat) (assolo di Lisa)
9. Sour Candy
10. Love to Hate Me / You Never Know
11. Solo (assolo di Jennie)
12. Gone (assolo di Rosé)
13. Pretty Savage
14. Ddu-Du Ddu-Du
15. Whistle
16. As If It's Your Last
17. Boombayah

Encore
1. Forever Young

## Accoglienza

### Critica
| Recensione | Giudizio |
| ---------- | -------- |
| NME        |          |

In un articolo per Billboard, Jeff Benjamin ha osservato: «Mentre i membri Jisoo, Jennie, Rosé e Lisa hanno portato la loro sensibilità da superstar ad alcuni dei loro più grandi successi come How You Like That e Ddu-Du Ddu-Du, hanno anche mostrato in modo completo come [Blackpink] si stiano spingendo come intrattenitori in continua evoluzione offrendo nuovi colpi di scena ed elementi inaspettati sul palco.» Bridget Lam del South China Morning Post ha ritenuto che «anche se era completamente online, gli spettatori potevano sentire la loro presenza ovunque si trovassero», e ha concluso, «lo spettacolo è stato estremamente piacevole dall'inizio alla fine.» Rhian Daly della rivista britannica NME ha dato al concerto una valutazione di quattro stelle su cinque, e ha detto: «nonostante abbia ricevuto una spinta energetica dalla loro band di supporto, non tutti i momenti di The Show colpiscono così forte come ci si aspetterebbe in un'arena che rimbalza. Tuttavia, [Blackpink] hanno messo su un concerto che è una gioia da guardare.» Nella recensione del concerto, Ilana Kaplan di Variety ha attribuito «la coreografia del gruppo ai loro costumi appariscenti di tulle, piume e corsetti» che ha fatto sentire il pubblico «come se avessero un vero posto a sedere nella sede di Seul».

### Commerciale
Il concerto in live streaming ha registrato circa 280 000 iscritti a pagamento, generando più di 10 miliardi di won dalla vendita dei biglietti. I paesi che hanno avuto il maggior numero di spettatori virtuali sono stati gli Stati Uniti d'America (raccogliendo circa il 19,2% del totale dei partecipanti), Thailandia, Filippine, Giappone e Messico.